# یانیو ابرگیل
یانیو ابرگیل (انگلیسی: Yaniv Abargil؛ زادهٔ ۱۶ اوت ۱۹۷۷) بازیکن فوتبال اهل اسرائیل است.
وی در تیم ملی فوتبال اسرائیل بازی کرده است.